# Барутчев, Армен Константинович
Армен Константинович Барутчев (24 августа 1904, Баку — 13 января 1976, Ленинград) — советский архитектор.

## Биография
В 1920 году поступил на архитектурный факультет Бакинского политехнического института. В 1923 году переехал в Ленинград. С 1925 года работал в отделе коммунального хозяйства Ленгорсовета в проектной группе И. А. Фомина. В 1927 году окончил Высший художественно-технический институт (Ленинград), после чего работал в бюро проектирования Свирской ГЭС. В 1930 году окончил факультет кинорежиссуры Института истории искусств.
С 1929 года преподавал (по приглашению А. С. Никольского) на архитектурном факультете Ленинградского института гражданских инженеров, с 1934 года — в Академии художеств в мастерской С. С. Серафимова, профессор.
В 1930—1931 годах — член ленинградской группы Объединения архитекторов-урбанистов (АРУ). В 1933—1941 годах возглавлял проектную мастерскую № 1 института «Гипрогор» (совместно с Я. О. Рубанчиком). 
В 1939 году А. К. Барутчеву присвоена степень кандидата архитектуры.
В блокадном Ленинграде участвовал в выставках работ художников Ленинградского фронта; в 1942 году стал победителем конкурса плакатов, отражающих тему разрушения национальных памятников в ходе боевых действий. Плакаты А. К. Барутчева хранятся в музее-заповеднике «Прорыв блокады Ленинграда». В 1941—1945 годах выполнил рисунки и акварели наиболее выдающихся памятников Лазаревского кладбища и Благовещенской усыпальницы Александро-Невской лавры, зафиксировавшие работы по укрытию памятников в 1941 году, их состояние в период войны, а затем снятие защитных сооружений в послевоенное время.
С 1944 года возглавлял проектную мастерскую № 4 института «Ленпроект». После Великой Отечественной войны руководил застройкой Выборгского и Калининского районов, Малой и Средней Охты. 
В 1970 году руководил завершением работ по реконструкции площади Калинина, Красногвардейской площади.
Похоронен на кладбище Санкт-Петербургского крематория.

## Избранные проекты и постройки
С 1928 года вместе с И. А. Гильтером, И. А. Меерзоном и Я. О. Рубанчиком разрабатывал новый тип предприятий общественного питания для Ленинграда — фабрик-кухонь.
После Великой Отечественной войны по его проектам в Ленинграде построены жилые дома на Среднеохтинском проспекте, площади Калинина, Красногвардейской площади.

### Осуществленные
Ленинград:
- Фабрики-кухни (соавторы И. А. Гильтер , И. А. Меерзон, Я. О. Рубанчик; гл. инж. А. Г. Джорогов)[9]; эти здания являются одними из лучших образцов ленинградского конструктивизма:
  - Василеостровского района — на пересечении Косой линии и Большого проспекта (Большой пр. В. О., 68); 1930;  памятник архитектуры (вновь выявленный объект)[10]. Здание реконструировано[11];
  - Володарского района — проспекте Обуховской Обороны, 119А; 1929—1930; реконструирована в 1930-х годах[12];
  - Выборгского района — на углу Большого Сампсониевского проспекта и Гренадерской улицы (Б. Сампсониевский пр., 45/2); 1931;  памятник архитектуры (региональный); здание реконструировано[13];
  - Нарвского района (с универмагом) — пл. Стачек, 9; 1930; здание реконструировано[14];
- Жилой дом на площади Ленина, 2.
- Жилой дом вторичной понижающей подстанции Волховской ГЭС — на углу Большого Сампсониевского и Финляндского проспектов (Б. Сампсониевский пр., 14); 1933;  памятник архитектуры (вновь выявленный объект)[10]
- Жилой дом понижающей подстанции — 27-я линия В. О., 8; 1933;  памятник архитектуры (вновь выявленный объект)[10]
- Вторичная понижающая подстанция Волховской ГЭС — Большой Сампсониевский проспект, 16; 1926—1927; соавторы — В. А. Щуко, В. Г. Гельфрейх;  памятник архитектуры (вновь выявленный объект)[10]
- Планировка и застройка Красногвардейской площади; 1960-е; совместно с Ф. А. Гепнером и А. Ш. Тевьяном;
- Кварталы жилых домов вдоль Большеохтинского и Среднеохтинского проспектов; 1940-е; совместно с Я. О. Рубанчиком и А. Я. Мачеретом;

Молотов:
- Дворец культуры и техники имени И. В. Сталина[15];

Петрозаводск
- Сельскохозяйственный институт[16].

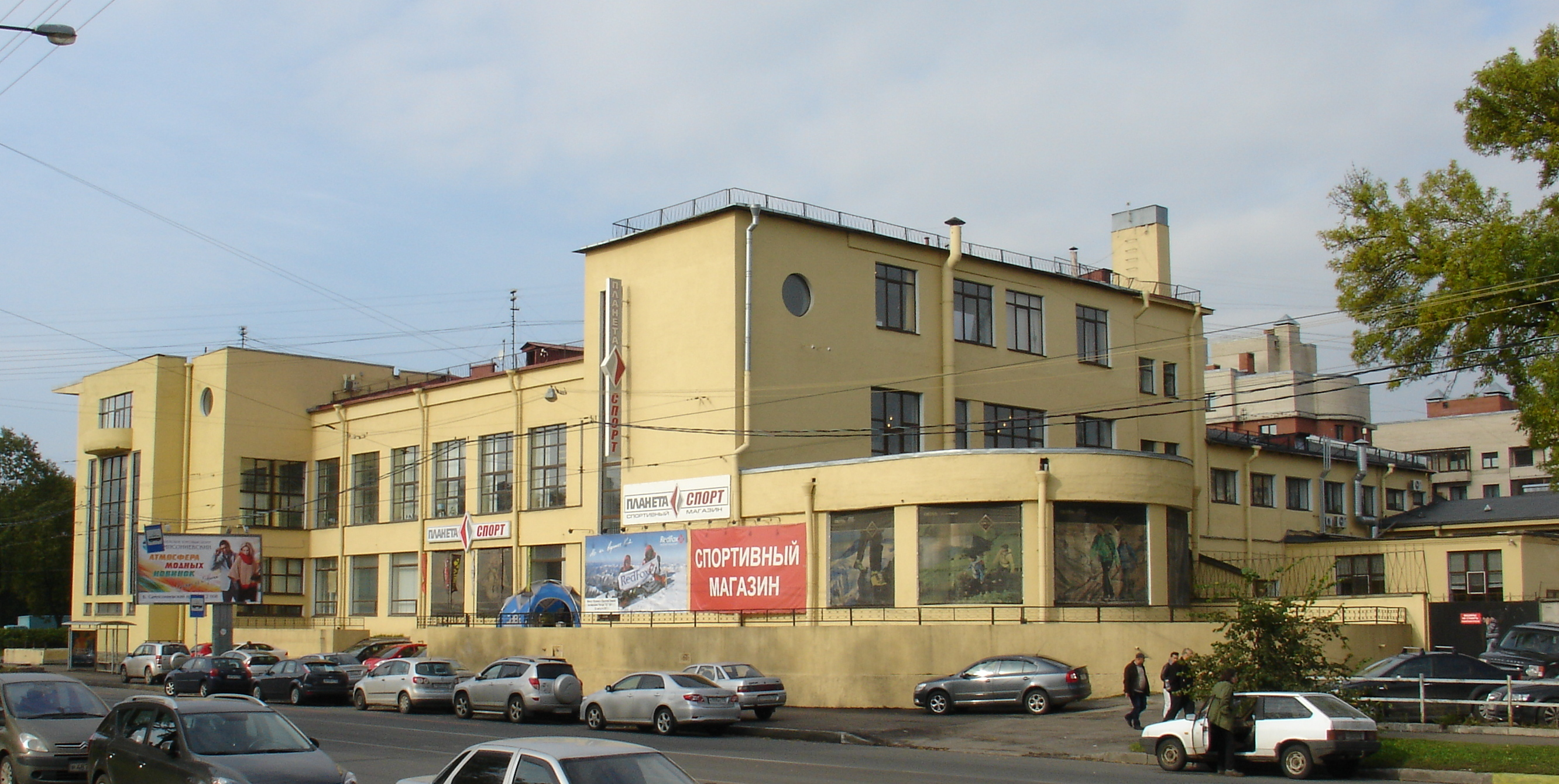
Выборгская фабрика-кухня
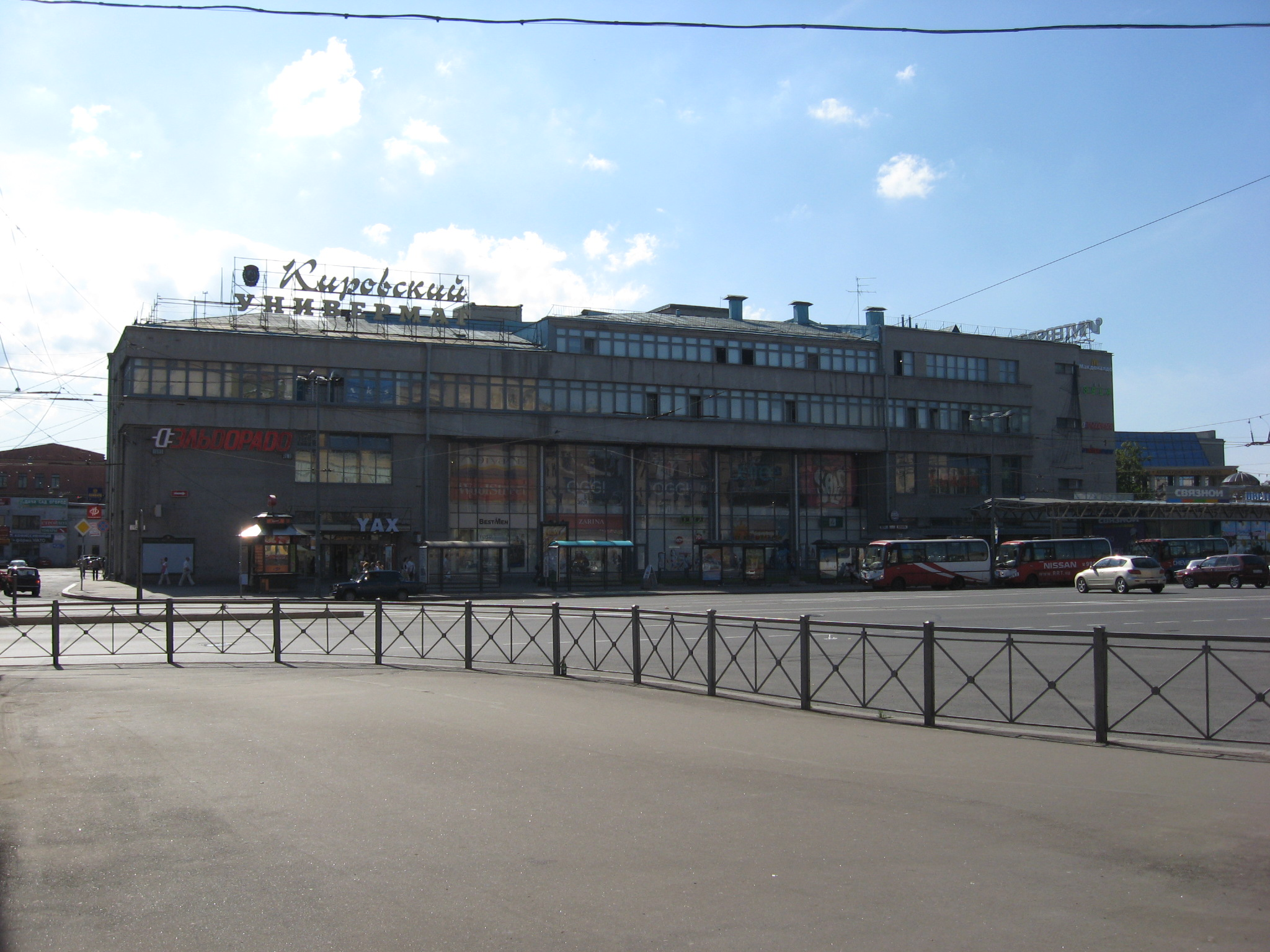
Кировский универмаг

### Неосуществленные
Ленинград:
- Зоопарк в Озерках (1930; 3-я премия всесоюзного конкурса; соавторы И. А. Гильтер, П. И. Ротштейн; зоолог Горбунов)
- Дом Технической книги на проспекте Володарского (1932; соавтор И. А. Меерзон)
- Центральный парк культуры и отдыха на Крестовском острове (4-я премия всесоюзного конкурса; соавторы Я. О. Рубанчик, И. А. Гильтер, И. А. Меерзон)
- Ботанический музей на Аптекарском острове (4-я премия всесоюзного конкурса; соавторы И. А. Гильтер, И. А. Меерзон, Я. О. Рубанчик; художник А. В. Кручинин)

Кронштадт:
- Дом Красной армии и флота (1933—1934; конкурс закрытый, III-й тур; соавторы И. А. Гильтер, И. А. Меерзон, Я. О. Рубанчик)[16]

Махачкала:
- Дом национальных искусств Дагестанской АССР (1936; соавторы И. А. Гильтер, И. А. Меерзон, Я. О. Рубанчик)

Москва:
- Комплекс Академии наук СССР (1934; конкурс закрытый; соавторы И. А. Гильтер, И. А. Меерзон, Я. О. Рубанчик)

Саранск:
- Дом правительства Мордовской АССР (1938; соавтор И. А. Меерзон)[16]

Сочи — Мацеста:
- Театр (1934; соавторы И. А. Гильтер, И. А. Меерзон, Я. О. Рубанчик)

Ташкент:
- Средне-Азиатский музей Революции (1928; соавтор И. А. Гильтер)

## Награды и признание
- Заслуженный архитектор РСФСР.
- Орден Трудового Красного Знамени[17].